# جاك دانيلز
جاك دانيلز (بالإنجليزية: Jack Daniel's)‏ مشروب كحولي وهو نوع من أنواع الويسكي تنتجه مقطرة جاك دانيال في لينشبورغ، في ولاية تينيسي والتي تملكها شركة براون - فورمان منذ 1866. وهو الويسكي الأمريكي الأكثر مبيعًا في العالم.

## لمحة تاريخية
أسس جاك دانيال في عام 1875 معملًا لتقطير الويسكي في مقاطعة مور الأمريكية، وسرعان ما أصبح معمل جاك دانيال ثاني أكبر معامل تقطير المقاطعة إنتاجية بعد معمل توم إيتون في ثمانينيات القرن التاسع عشر. ازدادت شعبية جاك دانيال في الولايات المتدحدة الأمريكية بعد أن حصل الويسكي على الميدالية الذهبية كأفضل أنواع الويسكي في معرض سانت لويس العالمي في عام 1904.

### حظر الإنتاج
أصدرت ولاية تينيسي في عام 1910 قانونًا بحظر تقطير الويسكي داخل الولاية، فنقلت الشركة معامل التقطير إلى مدينة سانت لويس في ولاية ميزوري، ومدينة برمنغهام في ولاية ألاباما، وما لبثت عمليات التقطير أن توقفت في تلك المناطق بسبب صدور قوانين حظر مماثلة في عام 1920. ألغي الحظر في عام 1938 وعادت معامل تينيسي للإنتاج مجددًا، قبل أن تتوقف للمرة الثانية بين عامي 1942 و1946 عندما قامت الحكومة الأمريكية بحظر تصنيع الويسكي إبان الحرب العالمية الثانية. وفي عام 2008 طرحت الشركة علبة تذكارية تحتوي على زجاجتين من ويسكي جاك دانيلز احتفالًا بذكرى مرور سبعين عامًا على إلغاء الحظر وإعادة تشغيل معاملها.

### معمل تقطير لينشبورغ

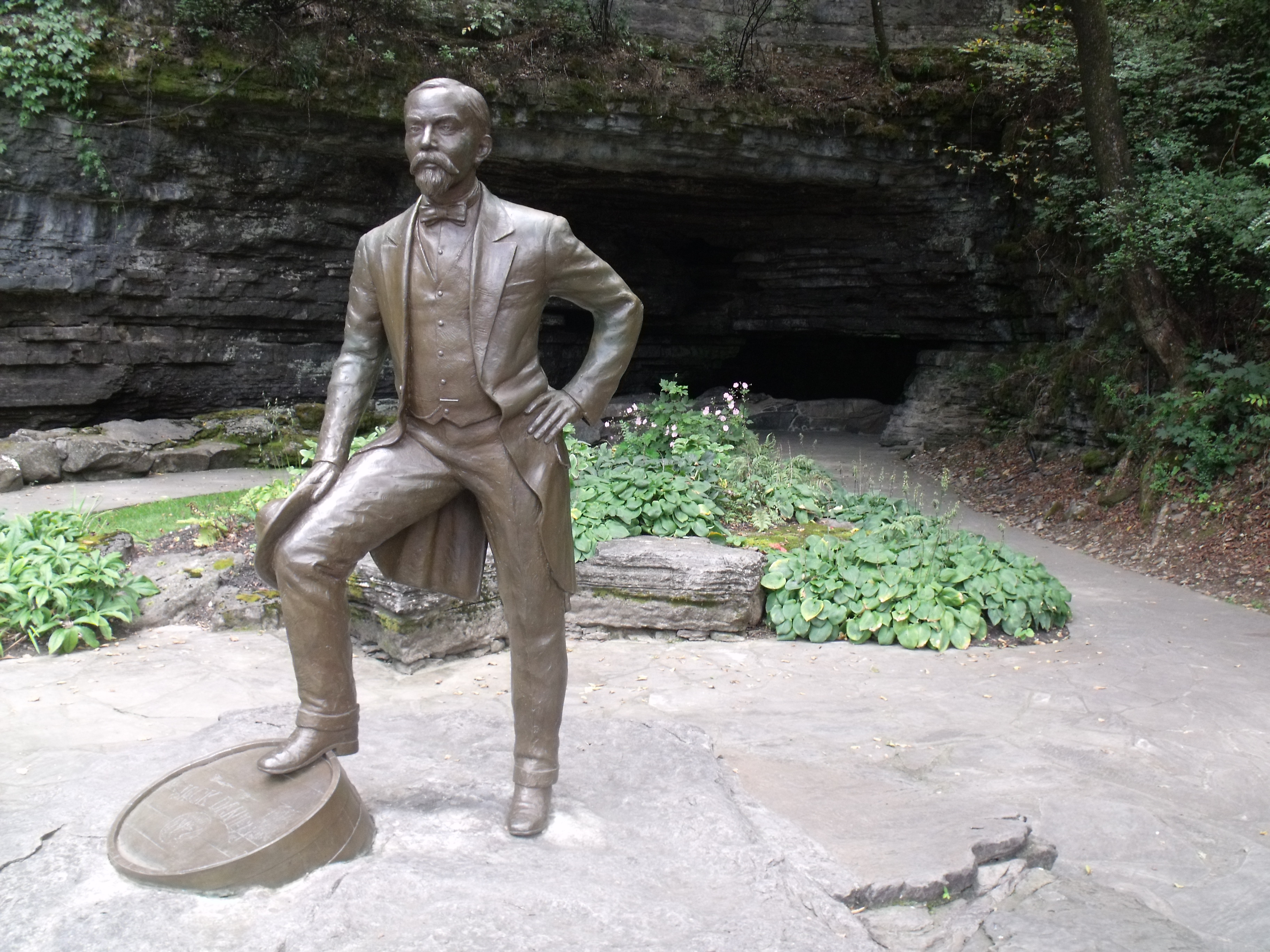
تمثال جاك دانيال المطل على الينبوع الذي سحب منه الماء الذي استخدم لتقطير الويسكي

يقع معمل تقطير جاك دانيلز في مدينة لينشبورغ في منخفض ستيل هاوس بالقرب من ينبوع ماء يتدفق من كهف عند قاعدة منحدر من الحجر الجيري ويصب في نهر إلك. يزيل الحجر الجيري الحديد من الماء مما يجعله مثاليًا لتقطير الويسكي لأن الماء الثقيل الغني بالحديد يجعل الويسكي. يعتبر معمل التقطير حاليًا من المعالم السياحية الرئيسية بالمدينة، حيث يجذب أكثر من ربع مليون زائر سنويًا منذ أنشئ به المركز الذي خصص للزائرين في يونيو 2000، والذي يحوي معدات كانت تستخدم في تقطير الويسكي، ومجموعات تذكارية، ومتجرًا لبيع الهدايا. كما يقوم الزوار بجولات مدفوعة الأجر داخل المعمل.

## معرض صور

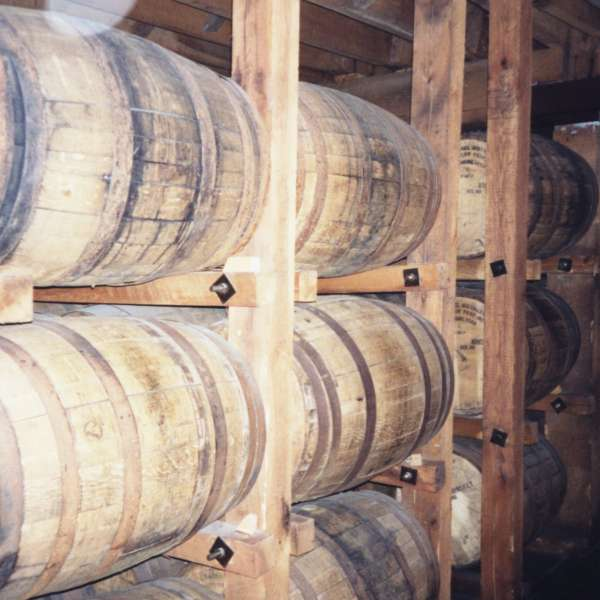
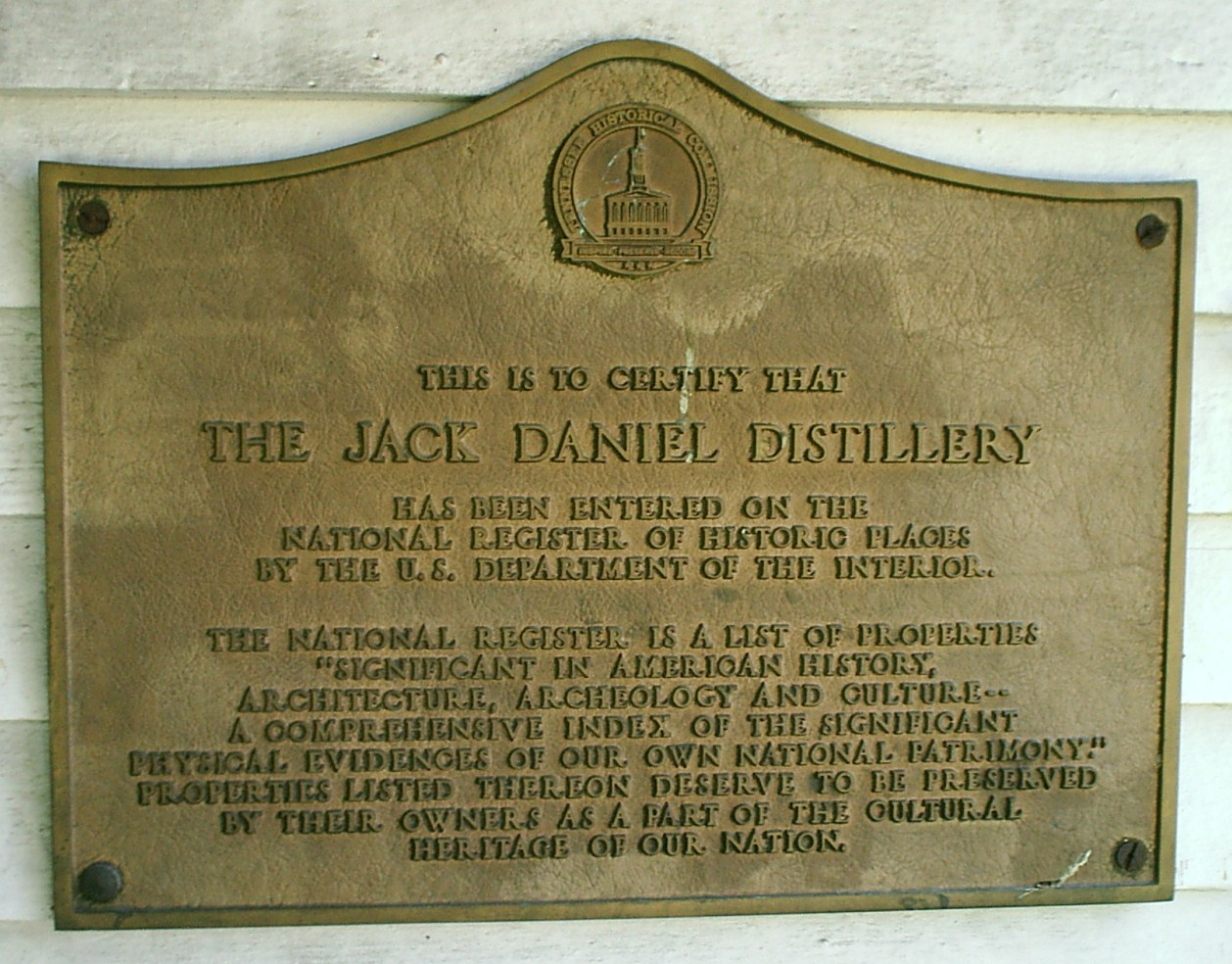
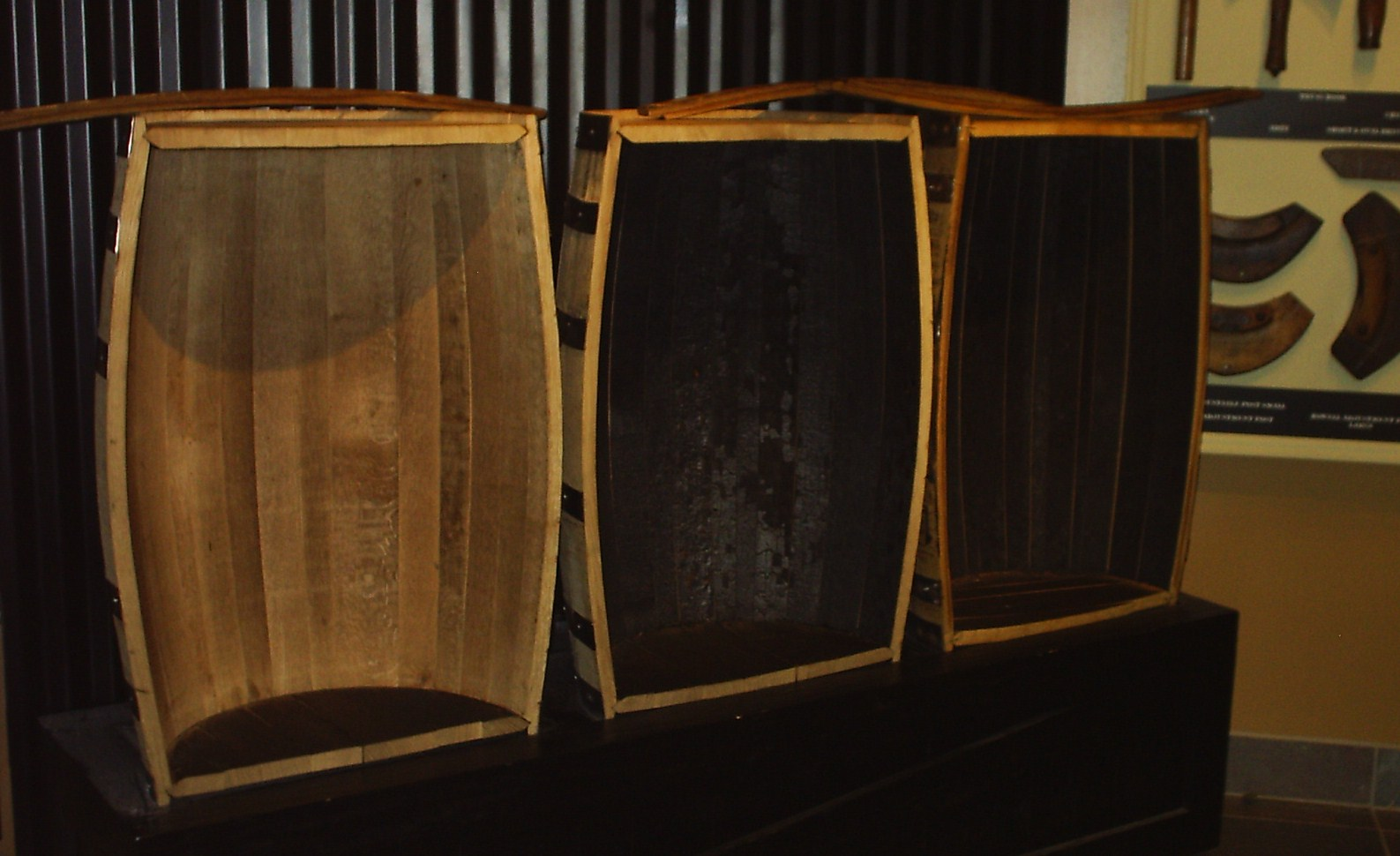
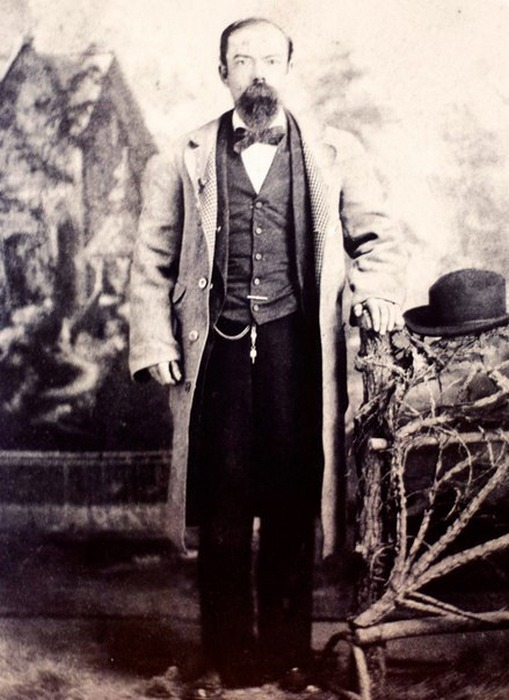